# Marc Tur
Marc Tur Pico (* 30. November 1994 in Santa Eulària des Riu) ist ein spanischer Geher.

## Sportliche Laufbahn
Marc Tur wurde auf der Baleareninsel Ibiza geboren. Er tritt seit 2011 in Wettkämpfen als Geher an. Im Juli gewann er die Bronzemedaille über 10.000 Meter bei den Spanischen U18-Meisterschaften. 2012 sammelte er im März beim Geher-Weltcup in Russland erste internationale Wettkampferfahrung. Zuvor gewann er auf der 10-km-Distanz Bronze bei den Spanischen Meisterschaften. Ende Juni gewann er die Silbermedaille bei den Spanischen U20-Meisterschaften über 10.000 Meter auf der Bahn. In dieser Disziplin trat er einen Monat später in Barcelona bei den U20-Weltmeisterschaften an, kam allerdings nicht über Platz 28 hinaus. 2013 gewann er erneut die Silbermedaille bei den Spanischen U20-Meisterschaften. Im Juli trat er in Rieti bei den U20-Europameisterschaften an und belegte mit neuer Bestzeit von 41:51,24 min den fünften Platz über 10.000 Meter. 2014 nahm Tur Anfang Mai am Geher-Weltcup in Taicang teil und stellte über 20 km seine persönliche Bestleistung von 1:22:46 h auf. Mitte Juni gewann er die Silbermedaille bei den U23-Mittelmeermeisterschaften in Frankreich. Einen Monat später trat er zum ersten Mal bei den Spanischen U23-Meisterschaften an und gewann mit persönlicher Bestzeit von 40:19,85 min die Silbermedaille über 10.000 Meter.
2015 gewann Tur im März die Bronzemedaille bei den Spanischen Meisterschaften über 35 km. Später im Juli ging er in Tallinn bei den U23-Europameisterschaften an den Start, wurde über 20 km allerdings im Laufe des Wettkampfes disqualifiziert. 2016 nahm er in Tunesien zum zweiten Mal an den U23-Mittelmeermeisterschaften teil und belegte diesmal den vierten Platz. Ende Juni gewann er nach 2015 seine zweite Bronzemedaille bei den Spanischen U23-Meisterschaften. 2018 bestritt Tur seine ersten Wettkämpfe über die 50-km-Distanz. Im Februar gewann er mit einer Zeit von 3:56:05 h seinen ersten Spanischen Meistertitel. Damit war er für die Europameisterschaften in Berlin, seine ersten internationalen Meisterschaften bei den Erwachsenen, qualifiziert. Dort ging er im August an den Start, ohne in die Nähe seiner Bestzeit zu kommen. Er belegte schließlich den 22. Platz. 2019 verteidigte er seinen nationalen Meistertitel, mit erneuter Bestzeit, erfolgreich. Mit 3:54:51 h war er zum ersten Mal für die Weltmeisterschaften qualifiziert, bei denen er Anfang Oktober in Doha an den Start ging. Den Wettkampf, unter extremen Hitze- und Luftfeuchtigkeitsbedingungen, beendete er auf dem 19. Platz. 2021 gewann Tur im Mai den Wettkampf über 50 km im Rahmen der Geher-Team-Europameisterschaften und qualifizierte sich mit seiner neuen Bestzeit von 3:47:40 h für die Olympischen Sommerspiele in Tokio.
Die Wettkämpfe im Gehen sowie der Marathon wurden aufgrund der vermeintlich besseren klimatischen Bedingungen von Tokio nach Sapporo verlegt. Tur absolvierte die 50 km in 3:51:08 h und verpasste damit als Vierter knapp die Medaillenränge. 2022 wurde er jeweils bei den Weltmeisterschaften in Eugene und den Europameisterschaften in München in den Wettkämpfen über 35 km disqualifiziert. 2023 stellte Tur eine neue Bestzeit über 35 km auf. Im August trat er über diese Distanz bei den Leichtathletik-Weltmeisterschaften in Budapest an und kam dort auf den 22. Platz.

## Wichtige Wettbewerbe
| Jahr                | Veranstaltung             | Ort                 | Platz               | Disziplin           | Zeit                |
| Startet für Spanien | Startet für Spanien       | Startet für Spanien | Startet für Spanien | Startet für Spanien | Startet für Spanien |
| ------------------- | ------------------------- | ------------------- | ------------------- | ------------------- | ------------------- |
| 2012                | U20-Weltmeisterschaften   | Barcelona           | 28.                 | 10.000 m Bahngehen  | 44:42,41 min        |
| 2013                | U20-Europameisterschaften | Rieti               | 5.                  | 10.000 m Bahngehen  | 41:51,24 min        |
| 2015                | U23-Europameisterschaften | Tallinn             |                     | 20 km Gehen         | DSQ                 |
| 2018                | Europameisterschaften     | Berlin              | 22.                 | 50 km Gehen         | 4:09:18 h           |
| 2019                | Weltmeisterschaften       | Doha                | 19.                 | 50 km Gehen         | 4:24:38 h           |
| 2021                | Olympische Sommerspiele   | Tokio               | 4.                  | 50 km Gehen         | 3:51:08 h           |
| 2022                | Weltmeisterschaften       | Eugene              |                     | 35 km Gehen         | DSQ                 |
| 2022                | Europameisterschaften     | München             |                     | 35 km Gehen         | DSQ                 |
| 2023                | Weltmeisterschaften       | Budapest            | 22.                 | 35 km Gehen         | 2:36:04 h           |

## Persönliche Bestleistungen
- 5000-m-Bahngehen: 19:18,35 min, 2. Juli 2014, Cáceres
- 10.000-m-Bahngehen: 40:19,07 min, 25. Juni 2022, Nerja
- 20-km-Gehen: 1:21:36, 13. Februar 2022, Pamplona
- 35-km-Gehen: 2:29:38 h, 26. Februar 2022, Cieza
- 50-km-Gehen: 3:47:40 h, 16. Mai 2021, Poděbrady

## Privates
Tur thematisierte 2021 öffentlich seine sexuelle Orientierung.